# 로라 말링
로라 비어트리스 말링(영어: Laura Beatrice Marling, 1990년 2월 1일 ~ )은 잉글랜드의 싱어송라이터이다. 2011년 브릿 어워드에서 최우수 영국 여성 솔로 아티스트로 뽑혔으며 이후 2012년, 2014년, 2016년, 2018년에도 후보로 올랐다.
말링은 16세 때 언니와 함께 음악을 하려고 런던으로 와서 여러 그룹들과 함께 연주하다가 2008년 데뷔 앨범 《Alas, I Cannot Swim》을 발매했다. 이 첫 앨범과 두 번째 앨범 《I Speak Because I Can》, 네 번째 앨범 《Once I Was an Eagle》, 일곱 번째 앨범 《Song for Our Daughter》는 2008년, 2010년, 2013년, 2020년에 각각 머큐리상 후보로 올랐다. 여섯 번째 앨범인 《Semper Femina》와 《Song for Our Daughter》는 그래미 어워드 최우수 포크 앨범 부분에 후보로 오르기도 했다.

## 음반 목록
- Alas, I Cannot Swim (2008)
- I Speak Because I Can (2010)
- A Creature I Don't Know (2011)
- Once I Was an Eagle (2013)
- Short Movie (2015)
- Semper Femina (2017)
- Song For Our Daughter (2020)